# Norelgestromin
Norelgestromin, hay norelgestromine, được bán dưới tên thương hiệu Evra và Ortho Evra trong số những loại khác, là một loại thuốc proestin được sử dụng như một phương pháp ngừa thai cho phụ nữ. Thuốc có sẵn kết hợp với estrogen và không có sẵn một mình. Nó được sử dụng như một miếng dán được áp dụng cho da.
Tác dụng phụ của sự kết hợp giữa estrogen và norelgestromin bao gồm kinh nguyệt không đều, đau đầu, buồn nôn, đau bụng, đau vú, thay đổi tâm trạng và các vấn đề khác. Norelgestromin là một progestin, hoặc một tổng hợp progestogen, và do đó là một chất chủ vận của thụ thể progesterone, các mục tiêu sinh học của progestogen như progesterone. Nó có hoạt động androgen rất yếu và không có hoạt động nội tiết tố quan trọng khác.
Norelgestromin được giới thiệu cho sử dụng y tế vào năm 2002. Đôi khi nó được gọi là proestin "thế hệ thứ ba". Norelgestromin được bán trên thị trường rộng rãi trên toàn thế giới. Nó có sẵn như là một loại thuốc gốc.

## Sử dụng trong y tế
Norelgestromin được sử dụng kết hợp với ethinylestradiol trong miếng dán tránh thai. Những miếng dán này làm trung gian tác dụng tránh thai của chúng bằng cách ức chế nồng độ gonadotropin cũng như bằng cách gây ra thay đổi chất nhầy cổ tử cung và nội mạc tử cung làm giảm khả năng mang thai.

### Các dạng có sẵn
Norelgestromin chỉ có sẵn như là một miếng dán tránh thai xuyên da kết hợp với ethinylestradiol. Bản vá Ortho Evra là 20 cm2, chất kết dính mỗi tuần một lần có chứa 6.0   mg norelgestromin và 0,75 mg ethinylestradiol và cung cấp 150   µg/ngày norelgestromin và 35 µg/ngày ethinylestradiol.

## Tác dụng phụ
Norelgestromin chủ yếu được nghiên cứu kết hợp với estrogen, do đó, tác dụng phụ của norelgestromin cụ thể hoặc tự nó chưa được xác định rõ. Các tác dụng phụ liên quan đến sự kết hợp của ethinylestradiol và norelgestromin như một miếng dán xuyên da ở phụ nữ tiền mãn kinh, với tỷ lệ mắc lớn hơn hoặc bằng 2,5% trong 6 đến 13 chu kỳ kinh nguyệt, bao gồm các triệu chứng ở vú (bao gồm khó chịu, căng cứng và/hoặc đau), đau đầu (21,0%), phản ứng tại chỗ ứng dụng (17,1%), buồn nôn (16,6%), đau bụng (8,1%), đau bụng kinh (7,8%), chảy máu âm đạo và rối loạn kinh nguyệt (6,4%), tâm trạng, ảnh hưởng và rối loạn lo âu (6,3%), nôn (5,1%), tiêu chảy (4,2%), nhiễm nấm âm đạo (3,9%), chóng mặt (3,3%), mụn trứng cá (2,9%), đau nửa đầu (2,7%), tăng cân (2,7%)), mệt mỏi (2,6%) và ngứa (2,5%).

## Hóa học
Norelgestromin, còn được gọi là 17α-ethynyl-18-methyl-19-nortestosterone 3-oxime hoặc là 17α-ethynyl-18-methylestr-4-en-17β-ol-3-one 3-oxime, là một steroid estrogen tổng hợp và một dẫn xuất của testosterone. Nó là một hỗn hợp chủng của các đồng phân E và Z, có cùng hoạt động. Norelgestromin cụ thể hơn là một dẫn xuất của norethisterone (17α-ethynyl-19-nortestosterone) và là thành viên của phân nhóm gonane (18-methylestrane) thuộc họ proestin 19-nortestosterone. Nó là dẫn xuất oxime C3 của levonorgestrel và dẫn xuất C17et deacetyl của norgestimate và còn được gọi là levonorgestrel 3-oxime và 17-deacetylnorgestimate. Một proestin có liên quan là norethisterone acetate oxime (17α-ethynyl-19-nortestosterone 3-oxime 17β-acetate).

## Lịch sử
Norelgestromin được giới thiệu cho sử dụng y tế vào năm 2002.

## Nghiên cứu
Một công thức gel xuyên da của norgelstromin và ethinylestradiol đã được Antares Pharma phát triển để sử dụng như một phương pháp ngừa thai với tên mã AP-1081 nhưng quá trình phát triển đã bị ngừng lại.